# Yunus Emre Konak
Yunus Emre Konak (Batman, 10 januari 2006) is een Turks voetballer die doorgaans speelt als middenvelder.

## Clubcarrière
In 2018 kwam Konak terecht in de jeugdopleiding van de Turkse subtopper Sivasspor. Op 13 augustus 2023 mocht hij debuteren in het seniorenvoetbal tegen Samsunspor in de Süper Lig. Hij speelde alle wedstrijden tot de seizoenshelft en wist indruk te maken. In de winterstop trok hij de aandacht van Brentford, dat hem overnam voor 4,5 miljoen euro. Hij werd daarmee de duurste speler verkocht door Sivasspor. 

## Trivia
Op 11 oktober 2023 werd hij door The Guardian uitgeroepen tot een van de beste voetballers ter wereld geboren in 2006.
1 Flekken ·
2 Hickey ·
3 Henry ·
4 Van den Berg ·
5 Pinnock ·
6 Nørgaard  ·
7 Schade ·
8 Jensen ·
9 Thiago ·
10 Dasilva ·
11 Wissa ·
12 Valdimarsson ·
13 Cox ·
14 Carvalho ·
16 Mee ·
18 Jarmolioek ·
19 Mbeumo ·
20 Ajer ·
21 Meghoma ·
22 Collins ·
23 Lewis-Potter ·
24 Damsgaard ·
26 Konak ·
27 Janelt ·
28 Trevitt ·
30 Roerslev ·
32 Maghoma ·
36 Kim ·
39 Nunes ·
Coach: Frank
· Assistent-coach: O'Connor
· Assistent-coach: Nørgaard
· Assistent-coach: Cochrane